# Thief Simulator
Thief Simulator este un joc video stealth open-world dezvoltat de studioul polonez Noble Muffins și lansat pentru Microsoft Windows prin Steam pe 9 noiembrie 2018, pentru Nintendo Switch pe 16 mai 2019 și pentru PlayStation 4 pe 12 august 2020.

## Rezumat
Personajul jucătorului servește ca membru al mafiei, fiind forțat de liderul Vinnie să comită crime. La sfârșitul poveștii originale a jocului, Vinnie încearcă să-l omoare pe jucător, dar acesta supraviețuiește. Într-o actualizare ulterioară a jocului, jucătorul călătorește în trei zone separate pentru a fura suficiente obiecte pentru a crea o bombă. Apoi folosește bomba pentru a distruge conacul lui Vinnie și pe Vinnie însuși. Cu toate acestea, după generic, ranga lui Vinnie este prezentată ca fiind preluată de o figură de pe ecran, ceea ce sugerează că el supraviețuiește exploziei.

## Recepție
Thief Simulator a primit recenzii în general favorabile și chiar a ajuns în primul loc în lista Steam cu cele mai bine vândute jocuri în weekendul de la lansare. 